# ویتالی سواستیانوف

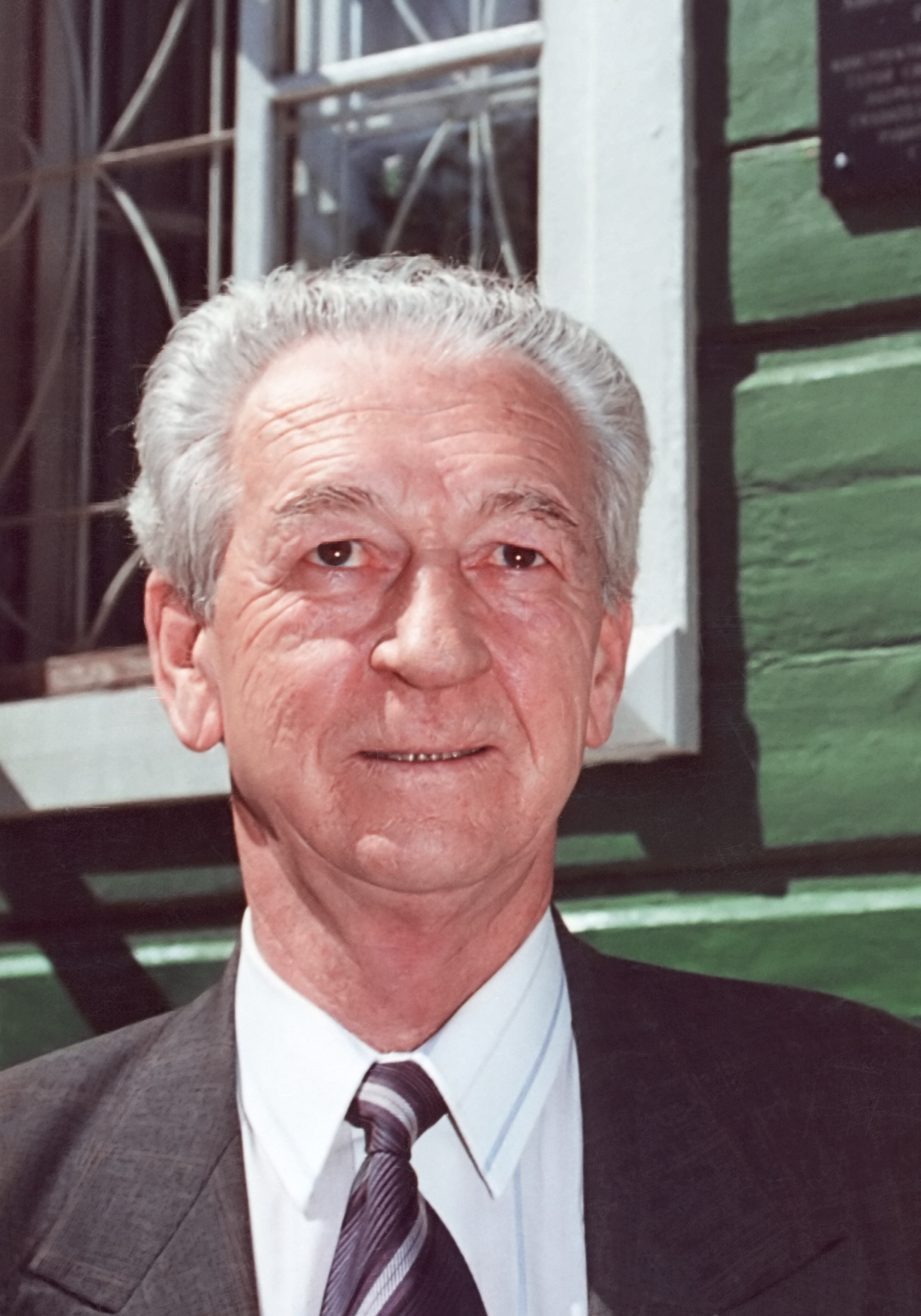
ویتالی سواستیانوف

ویتالی سواستیانوف (به انگلیسی: Vitaly Sevastyanov) فضانورد اهل اتحاد شوروی است که در ۸ ژوئیهٔ ۱۹۳۵ در کراسنولاسک زاده شد. وی در مأموریت سایوز ۹، سایوز ۱۸ حضور داشته است.